# 日置昌一
日置 昌一（ひおき しょういち、本名・日置 正一、1904年10月27日 - 1960年6月9日）は日本の文化史学者。

## 人物
岐阜県郡上郡山田村（現・郡上市）に生まれる。
大正7年（1918年）14歳で尋常高等小学校を卒業後に上京する。15歳の時から32歳まで働きながらも約17年間に渡り上野図書館に通い多くの書物を読むと同時に旧制専門学校進学のための「専門学校入学者検定試験（当時は専検と称された）」の勉強もこなした。学歴の無い日置にとって旧制中学校卒業同等資格とされた専検に独学で合格したことは自身の独学の方法が正しい事を証明することになり、励みになった。日置は博覧強記であり多くの著作物はすべて彼の独学によるものである。
代表作に『国史大年表』全9巻がある。『国史大年表』は、長男の日置英剛により増補改訂が加えられて2015年に国書刊行会から『新・国史大年表』全9巻（全10冊）＋索引1巻として刊行された。

## 著作物
- 『日本僧兵研究』（平凡社、1934年）
- 『国史大年表』全9巻（平凡社、1935年-1941年）
- 『日本系譜綜覧』（改造社、1936年; 1990年講談社学術文庫にて復刊 ISBN 4-06-158322-0）
- 『日本歴史人名辞典』（改造社、1938年）
- 『話の大事典』全4巻（万里閣、1950年-1951年）
- 『ものしり事典』全10巻（河出書房、1952年-1954年）
- 『庶民の維新史』（日本出版協同、1953年）
- 『文化大年表』全6巻（大蔵出版、1955年）
- 『ことばの事典』全4巻（講談社、1955年）
- 『粋典』（鱒書房、1956年）
- 『東西古今ものしり日記』（万里閣新社、1957年）